# Rue Lepic

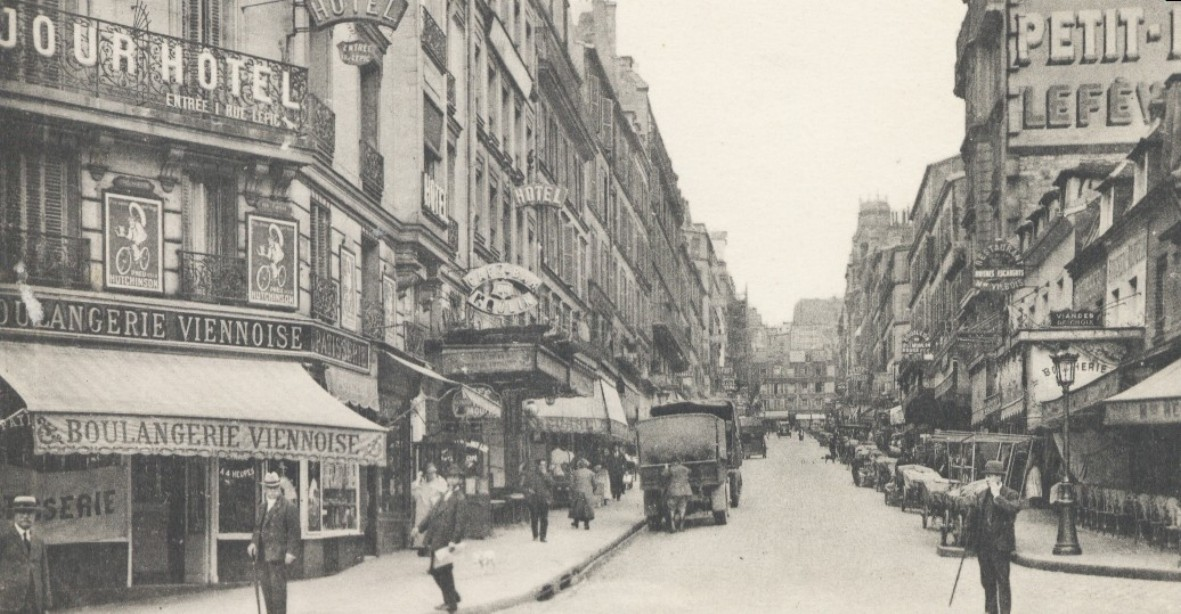
La rue Lepic vista desde la Place Blanche, en 1925.

Rue Lepic es un antiguo camino en la comuna de Montmartre, en el XVIII distrito de París, subiendo la colina de Montmartre desde el boulevard de Clichy hasta la plaza Jean-Baptiste-Clément.

## Descripción
Se trata de un antiguo camino que resulta de la rectificación y la disposición nueva de varios caminos sucios que conducen a la barrera de Blanche (Place Blanche), que nacieron como Chemin Neuf (Le Chemin-Vieux fue la rue de Ravignan). En 1852 pasó a llamarse calle del Emperador, y renombrado de nuevo en 1864, en honor del general Louis Lepic (1765 a 1827).

## Direcciones notables

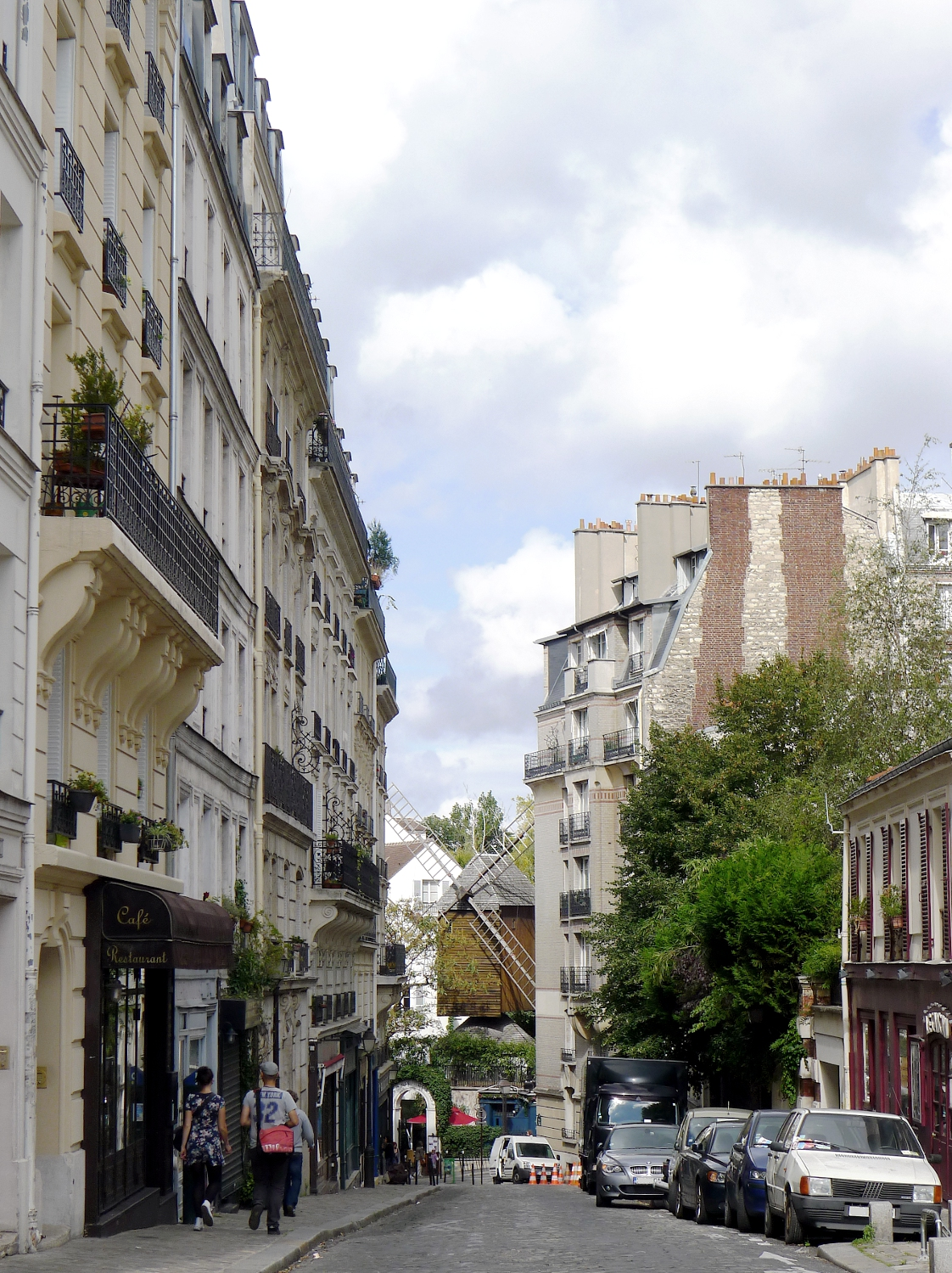
Parte alta de la rue Lepic con el Moulin de la Galette al fondo.

- En el n° 13, está el café, donde Le Fabuleux Destin d'Amélie Poulain tiene lugar.
- En el n° 25, en 1910, estaba el cabaret La Vache Enragée.
- En el n° 50, el poeta Jehan Rictus vivió en esta dirección durante más de una década.
- En el n° 53, residía Jean-Baptiste Clément 1880 a 1891. Después se trasladó al n° 112.
- En el n° 54, vivieron Van Gogh y su hermano Théo, en el tercer piso, desde 1886 hasta 1888.
- En el n° 59, vivió el pintor Charles Léandre en 1910, antigua sede de Moulin de la Fontaine-Saint-Denis.
- En el n° 64, una vez vivió el caricaturista satírico Forain en 1875.
- En el nº 65, junto a la avenida Junot, es el sitio del Moulin-Neuf (1741).
- En el n° 72, antiguo taller de Félix Ziem.
- En el n° 73, lugar del Moulin-Vieux, que fue demolido en 1860.
- En el n° 77, el Moulin de la Galette y el Moulin Radet.
- En el n° 85 al 87, el Moulin-de-la-Petite-Tour construcción que data de 1647.
- En el nº 87, vivió una vez Willette.
- En el n° 89 al 93, el Moulin de la Vieille-Tour, construido en 1623.
- En el nº 92, residía Louis-Ferdinand Céline.
- En el n° 95 al 99, sitio del Moulin-du-Palais, construido en 1640.
- En el n° 100, el médico austríaco David Gruby construyó un observatorio en el tejado del edificio en 1860.
- En el n° 102, sitio aproximado del Moulin de la Grande-Tour, una torre construida en piedra que fue retirada antes de la Revolución Francesa.
- En el n° 112, residencia de Jean-Baptiste Clément en 1891.

## En la historia
El pintor y grabador Eugène Delâtre vivió y trabajó en la rue Lepic.  Ocupó sucesivamente las direcciones nº 92, nº 87, n° 97, y también el n° 102.
Louis Renault construyó su primer coche en 1898, llamando a su coche voiturette. El 24 de diciembre de 1898, ganó una apuesta con sus amigos de que su invento era capaz de conducir por la ladera de la Rue Lepic. Además de ganar la apuesta, Renault recibió 13 pedidos para el vehículo.
El 7 del 9 de1960, Fernand Sardou y Jackie Sardou abrieron su cabaret Chez Fernand Sardou en esta calle, en lugar del Cabaret Belzebuth junto a la residencia de Miquel Utrillo. El cabaret se convirtió en un lugar de encuentro y estaba lleno todas las noches. Michel Sardou tuvo allí su debut profesional.
En la película de Claude Autant-Lara, La Travesía de París (1956), "Martin" (interpretado por André Bourvil) y "Grandgil" (interpretado por Jean Gabin) aparecen en esta calle durante la ocupación alemana de Francia escenificando el transporte de un cerdo destinado al mercado negro.
Yves Montand dedica  a esta calle la canción "Rue Lepic" en el álbum Yves Montand (1974).